# Hugo Cosciansi
Hugo Cosiansi (ur. w Argentynie) – argentyński aktor filmowy, teatralny i telewizyjny.
W 1998 r. wystąpił także w spektaklu Tamara jako szofer Mario Pagnutti. W 2003 r. w teatrze TV zagrał Jueza Garcíę Méndeza w sztuce Roberto Topsakaliana Uśpieni (Los hijos de la calle).

## Wybrana filmografia

### Filmy fabularne
- 1997: Dibu: La película jako Padre de Diego
- 2003: Un hijo genial
- 2004: Hotel, hotel jako Gonzalo
- 2008: Equilátero jako Julio

### Seriale TV
- 1982: Pelito
- 1983: Sola
- 1987: Stellina jako Sergio
- 1988: Vendedoras de Lafayette jako Sergio
- 1992: La elegida jako Carlos
- 1992: Princesa jako Ricardo
- 1992: Primer amor jako Juan Carlos
- 1993: Mi cuñado
- 1993: Déjate querer jako Ignacio Ábalos
- 1993: Regalo del cielo
- 1995: Chiquititas jako Hernán / Hernán Ochoa
- 1995: Por siempre mujercitas
- 1995: 90-60-90 modelos
- 1996: Zíngara
- 1996: Mi familia es un dibujo
- 1996: Trucholandia
- 1997: De corazón
- 1997: Valeria
- 1997: Milady, la historia continúa
- 1998: Lo dijo papá jako
- 1998: Verano del '98
- 1999: Libre-mente
- 2000: Cud miłości (Milagros) jako Juan Bermúdez
- 2001: Yago, pasión morena jako Dr Vega
- 2003: Rebelde Way
- 2004: Ojciec Coraje (Padre Coraje) jako Dr Efraín Villar
- 2007: Romeo y Julieta
- 2007: Televisión por la identidad jako Psycholog